# Sphere (gruppo musicale statunitense)
Il quartetto jazz statunitense Sphere nasce come gruppo di tributo al pianista Thelonious Monk proprio nel 1982, anno della sua morte.

## Storia del gruppo
I componenti fondatori del gruppo sono: Charlie Rouse, saxofonista per lungo tempo a fianco di Monk, il pianista Kenny Barron, il contrabbassista Buster Williams e il batterista Ben Riley, altro musicista che aveva collaborato spesso con Monk.

Anche se la band aveva l'intento di riproporre ed omaggiare la musica del grande Monk, i brani proposti non erano solo del pianista della Carolina del Nord, ma anche noti standard e composizioni originali, soprattutto di Rouse e Barron che ha firmato ottimi pezzi quali El sueño, Flight path o la deliziosa Twilight poi riproposta in molte altre sue incisioni.
Il jazz proposto dagli Sphere è di forte matrice boppistica, caratterizzato dal solido pianismo di Barron e dalla corposità del contrabbasso di Williams.

Il primo disco Four in One è stato inciso proprio il giorno della morte di Monk (17 febbraio 1982) e contiene sei brani del pianista e compositore appena scomparso: sicuramente l'onda emozionale dell'evento influisce molto sui musicisti che danno una lettura dei brani proposti particolarmente appassionata, ma anche decisamente lucida e scorrevole. Colpisce l'affiatamente tra i musicisti che si ritrovano ad incidere tutti insieme per la prima volta.

Nel 1988, dopo il disco Bird songs che ripropone molti dei brani suonati da Charlie Parker, la band si scioglie a causa della morte del saxofonista, ma ci sarà una nuova occasione di riunione nel 1998 - con Gary Bartz al posto di Charlie Rouse - che darà origine ad un buon disco per la Verve Records intitolato come la band, un segnale di continuità, seppur a notevole distanza di tempo, di uno dei più solidi gruppi mainstream degli anni '80.

## Curiosità
- Il nome del gruppo deriva dal secondo nome di Monk, che era proprio "Sphere".

## Discografia
- Four in one, 1982, Elektra
- Flight path, 1983, Elektra
- On tour, 1985, Red Records
- Pumkin's delight, 1986, Red Records
- Sphere, 1987, Verve
- Four for all, 1987, Verve
- Bird songs, 1988, Verve
- Sphere, 1998, Verve